# Euprymna megaspadicea
Euprymna megaspadicea is een inktvissensoort uit de familie van de Sepiolidae. De wetenschappelijke naam van de soort werd voor het eerst geldig gepubliceerd in 2002 door Kubodera en Okutani.